# Raymond Clunie
Raymond Clunie (anagramme de son nom Raymond Lucien), est un cadreur et directeur de la photographie français de cinéma et de télévision.
« Clunie » est l'anagramme de son nom de famille « Lucien ».

## Biographie
Raymond Clunie est de la famille du directeur de la photographie Marcel Lucien.
Il participe à une quarantaine de films entre 1933 et 1971 comme caméraman aux côtés de Roger Fellous, comme photographe aux côtés de Marcel Lucien et chef opérateur puis directeur de la photographie pour la télévision.

En fin de carrière, de 1954 à 1971, il travaille essentiellement pour la télévision. Il dirige les prises de vues sur une dizaine de séries françaises ou étrangères dont trente-neuf épisodes (1954-1955) de Sherlock Holmes.

## Filmographie
En tant que caméraman
- 1946 : Pétrus de Marc Allégret
- 1939 : Trois de Saint-Cyr de Jean-Paul Paulin
- 1937 : Les Hommes sans nom de Jean Vallée
- 1936 : Le Roman d'un tricheur de Sacha Guitry (assistant de Marcel Lucien)
- 1936 : Transigeons de Hubert Bourlon
- 1935 : Deuxième bureau de Pierre Billon

En tant que photographe et directeur de la photographie
- 1933 : Miss Helyett de Hubert Bourlon et Jean Kemm
- 1936 : La Terre qui meurt de Jean Vallée
- 1937 L'Empreinte rouge de Maurice de Canonge
- 1937 : Pantins d'amour de Walter Kapps
- 1938 : La Glu de Jean Choux
- 1938 : Grisou de Maurice de Canonge
- 1938 : Le Capitaine Benoît de Maurice de Canonge
- 1939 : Le Feu de paille de Jean Benoît-Lévy
- 1940 : Le Café du port de Jean Choux
- 1946 : Comédiens ambulants de Jean Canolle
- 1947 : Le Pèlerin de l'enfer de Henri Schneider
- 1947 : Le Mariage de Ramuntcho de Max de Vaucorbeil
- 1947 : Danger de mort de Gilles Grangier
- 1949 : Le Signal rouge de Ernst Neubach
- 1949 : La vie est un rêve de Jacques Séverac
- 1949 : Les Vagabonds du rêve de Charles-Félix Tavano
- 1949 : On demande un assassin de Ernst Neubach
- 1949 : Ève et le serpent de Charles-Félix Tavano
- 1950 : L'Atomique Monsieur Placido de Robert Hennion
- 1951 : Les Mémoires de la vache Yolande de Ernst Neubach
- 1951 : La vie est un jeu de Raymond Leboursier
- 1951 : Bouquet de joie de Maurice Cam
- 1952 : Cet âge est sans pitié de Marcel Blistène
- 1953 : Opération Magali de László V. Kish
- 1954-1955 : Sherlock Holmes (série TV) - 39 épisodes
- 1956 : Maigret dirige l'enquête de Stany Cordier
- 1964 : Le Commandant Watrin, téléfilm de Jacques Rutman